# Candy Rain

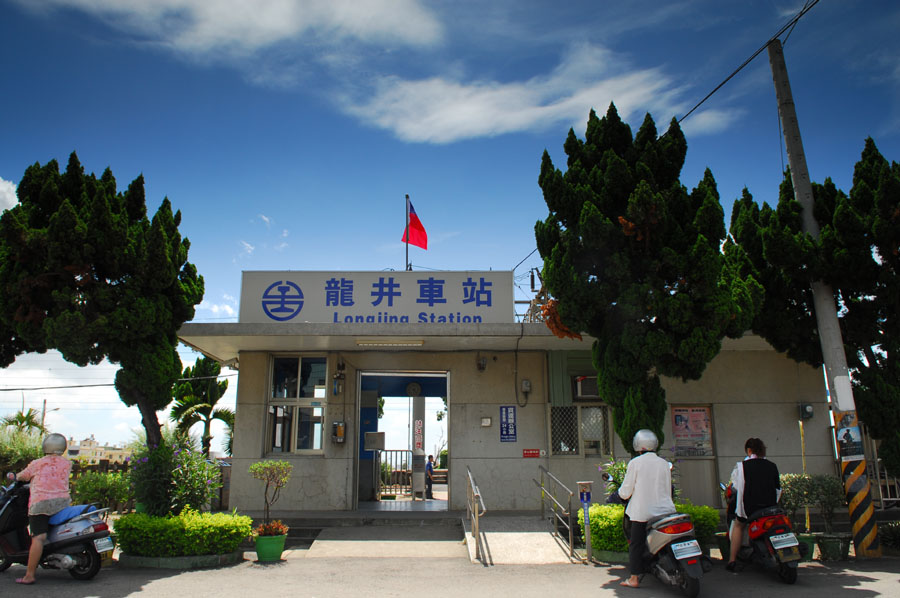
Longjing Station (龍井車站), Taichung en scen i filmen dit Jessie återvänder.

Candy Rain (kinesiska: 愛情糖果雨?, pinyin: Àiqíng Tángguǒ Yǔ) men även känd som 花吃了那女孩 (Huā Chīle Nā Nǚhá) är en taiwanesisk antologifilm från 2008, regisserad av Chen Hung-I (陳宏一) och inspelad i Taipei. 

## Handling

### Översikt
Candy Rain är ett romantiskt drama som kombinerar fyra korta berättelser om lesbiska förhållanden i dagens Taiwan. Filmen är uppdelad i fyra delar, inklusive prolog och epilog:
Prolog
1. Om södern frös (如果南國冰封了)
2. Staden under osynlig attack (看不見攻擊的城市)
3. Drömmer den motsatta drömmen (夢見相反的夢)
4. Blommorna åt flickan (像花吃了那女孩)

Epilog
Samtliga berättelser äger rum i samma lägenhet i Taipei, fast med helt olika inredningar. En liknande metod används i filmen Mitt liv, mitt val 2 som också handlar om lesbiska förhållanden, alla i samma hus fast olika tidsperioder.

#### Om södern frös
Första delen handlar om Jessie (Belle Hsin) som brutit förhållandet med sin pojkvän samt hamnat i gräl med sin familj. Hon beger sig till Taipei och flyttar in hos sin barndomsväninna Pon (Grace Chen) som är hemligt förälskad i henne. De påbörjar en intim relation, men Pon är alltid upptagen med jobbet och Jessie känner sig ensam och att hon ignoreras av Pon, dessutom vågar inte Jessie visa sin relation med Pon bland folk. På grund av detta uppstår en konflikt i förhållandet. Efter en liten incident i lägenheten tar Jessie tåget till Taichung, hon återvänder dock senare till Pon. 
Epilogen sammanfattar den första berättelsen med "vissa människor är lyckliga när de är tillsammans."

#### Staden under osynlig attack
U (Sandrine Pinna) är en pedant med tvångssyndrom som söker efter den ideala partnern via dejtingsidor på Internet. Hon stämmer träff med Lin (Waa Wei) som är något äldre än henne själv och som själv letar efter kärlek. De fortsätter att dejta varandra, men U är väldigt tillbakadragen och vågar inte bjuda på sig så som Lin, de båda försöker få till något liknande ett förhållande, innan personlighetsskillnaderna blir alltför uppenbara och den enas behov efter ensamhet kommer i vägen för fortsatt förhållande.
Epilogen sammanfattar den andra berättelsen med att "vissa människor är lyckligare, när de inte är tillsammans."

#### Drömmer den motsatta drömmen
Tredje berättelsen handlar om ett långtidsförhållande mellan Summer (Kao I-Ling) och Spancer (Niki Wu). Summer ska dock gifta sig med en man. Sedan hon var barn har hennes föräldrar alltid sagt att det är en kvinnas mål i livet att hitta en god make. Hon säger till Spancer att hon bara gifter sig för att ta sitt "sociala ansvar". De båda som dock älskar varandra kommer överens om att de ska återförenas om tio år. När de går skilda vägar lämnas Spancer att tillbringa åren ensam. Det dröjer dock bara tre år innan Summer, som nu blivit mamma, åter söker sig till Spancer. Summer är ångerfull för de val hon gjort, till slut träffas de tillsammans med Summers make (Mò Zǐ-yí (莫子儀)). Han känner till relationen mellan Summer och Spancer, och vill att Spancer ska flytta in hos dem. Han är ofta upptagen, och han vet att Summer är gladare och mår bättre tillsammans med sin flickvän.
Epilogen sammanfattar den tredje berättelsen med att "vissa människor är olyckliga, för att de inte kan vara tillsammans."

#### Blommorna åt flickan
Fjärde berättelsen byter berättarteknik och går över till ett serietidningsliknande berättande med komiska inslag, blandat med överdrivna gester, rörelsefrysningar och slowmotion. Den handlar om Ricky (Karena Lam) som är en emotionell masochist. Hon lever tillsammans med sin nya flickvän Xiǎo Yún (Cyndi Wang) som är svartsjuk och misshandlar henne precis som hennes tidigare flickvän Angela (Josephine Anan Blankstein) gjort. Hon själv å andra sidan har visat samma sadistiska stil mot sin andra ex-flickvän Xiǎo Qìn (Chia-Hsin Lu) som Ricky vänstrat med, både under förhållandet med Xiǎo Yún och med Angela. Detta har även sårat Xiǎo Qìn som älskar Ricky, men Ricky vill inte vara tillsammans med henne, hon tar ut sin aggression mot Xiǎo Qìn som är en skörare person än hon själv. En dag hittar Ricky Xiǎo Qìn som med sorg och visst vemod har skurit sig i handlederna. Rickys strulande leder till att alla som älskat henne blivit besvikna på henne.
Epilogen sammanfattar den fjärde berättelsen med "och vissa blir aldrig lyckliga, även om de är tillsammans."

## Rollista (urval)
| Skådespelerskor                                                      |  | Roll               |
| -------------------------------------------------------------------- |  | ------------------ |
| Karena Lam (林嘉欣)                                                  |  | Ricky              |
| Cyndi Wang (王心凌)                                                  |  | Rickys flickvän    |

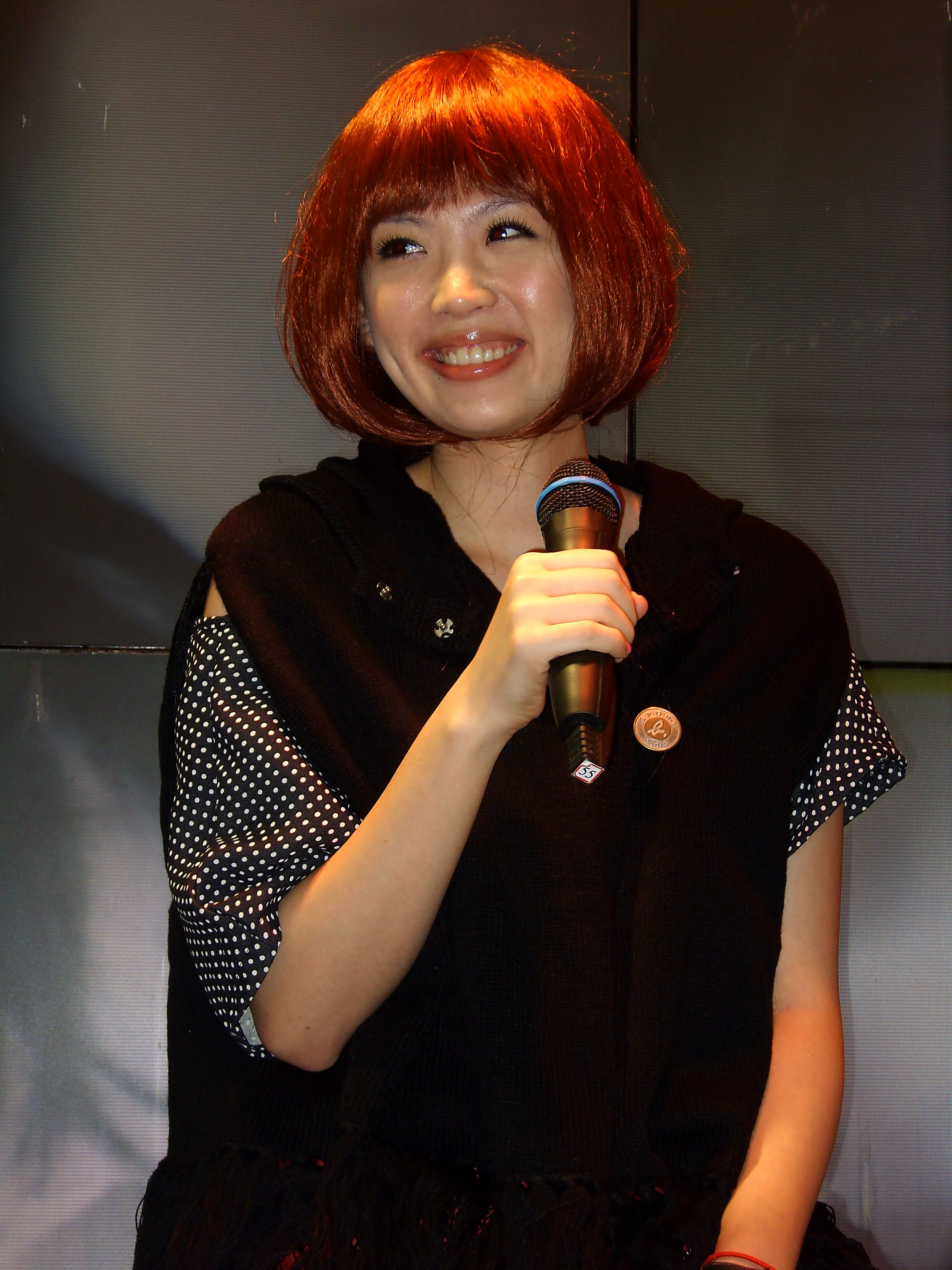
Waa Wei som Lin

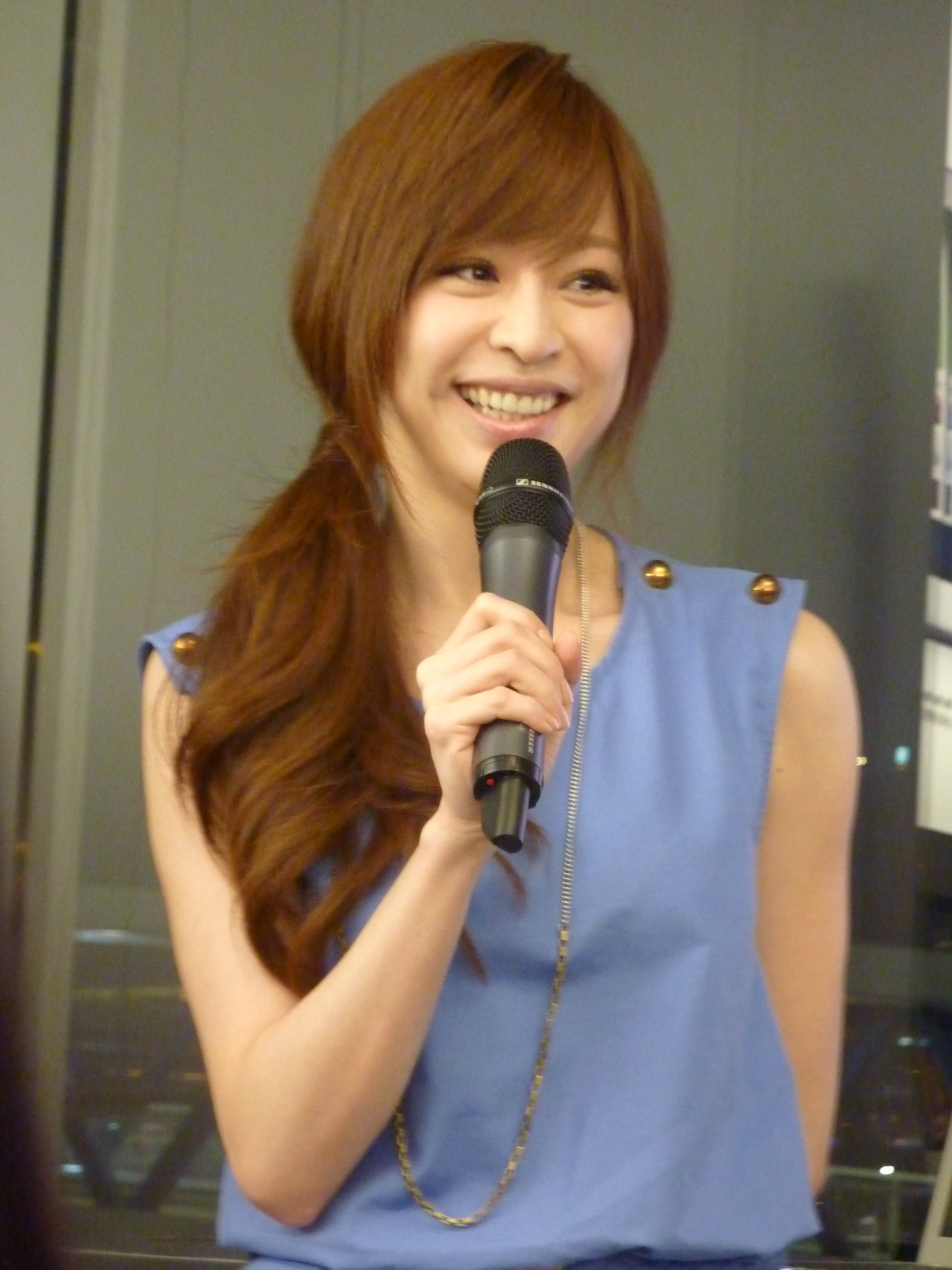
Cyndi Wang som spelar Rickys flickvän.

| Josephine Anan Blankstein (許安安) (tidigare känd som Josephine Hsu) |  | Rickys ex-flickvän |
| Chia-Hsin Lu (路嘉欣)                                                |  | Rickys ex-flickvän |
| Grace Chen (陳泱瑾)                                                  |  | Pon                |

| Skådespelerskor         |  | Roll    |
| ----------------------- |  | ------- |
| Belle Hsin (辛佳穎)     |  | Jessie  |
| Sandrine Pinna (張榕容) |  | U       |
| Waa Wei (魏如萱)        |  | Lin     |
| Niki Wu (吳立琪)        |  | Spancer |
| Kao I-Ling (高伊玲)     |  | Summer  |
| Flora Sun (孫正華       |  |         |

## Mottagande
Filmen fick blandad kritik, Love HK Film beskrev den som en konstfilm med ett lätt lesbiskt tema, ojämn och uppenbar. Men Russell Edwards från Variety gav filmen milt beröm för sitt "charmiga" utförande och dess "eleganta filmning".

## Musik
Filmens soundtrack släpptes på en dubbelskiva.

### Låtlista
| Spår | Låt                      | Artist                          |
| ---- | ------------------------ | ------------------------------- |
| 1-01 | 想想                     | Ciacia Her (何欣穗)             |
| 1-02 | NO.1如果南國冰封了       |                                 |
| 1-03 | 南國                     |                                 |
| 1-04 | 冰封                     |                                 |
| 1-05 | 繼續                     | Ze' Hwang (黃小楨)              |
| 1-06 | 繼續>>不                 |                                 |
| 1-07 | NO.2看不見攻擊的城市     |                                 |
| 1-08 | 城市                     |                                 |
| 1-09 | 尋找                     | Wuli Qi (吳立琪)                |
| 1-10 | NO.3夢見相反的夢         |                                 |
| 1-11 | 相反的夢                 |                                 |
| 1-12 | 十年                     |                                 |
| 1-13 | 不散不見                 | Jyotsna (彭靖惠)                |
| 1-14 | NO.4像花吃了那女孩       |                                 |
| 1-15 | TRISTE                   | Deserts Chang (張懸)            |
| 1-16 | 女孩的三拍子             |                                 |
| 1-17 | 泡泡                     | Waa (魏如萱)                    |
| 2-01 | 讓我搭上一班會爆炸的飛機 | My Little Airport               |
| 2-02 | No More Soundtrack       | Sugar Plum Ferry (甜梅號)       |
| 2-03 | 我愛你                   | New Pants (新褲子)              |
| 2-04 | Shananana                | 電話亭                          |
| 2-05 | Bad Dream （akustisk）   | We Save Strawberries (草莓救星) |
| 2-06 | 田納西恰恰               | Tizzy Bac                       |
| 2-07 | Angel Singing            | 電話亭                          |
| 2-08 | 和陳五msn                | My Little Airport               |

## Utmärkelser
- 2008, 45:e Golden Horse Awards för bästa kostym.